# Aleiodes ruficornis
Aleiodes ruficornis är en stekelart som först beskrevs av Herrich-Schäffer 1838.  Aleiodes ruficornis ingår i släktet Aleiodes och familjen bracksteklar. Inga underarter finns listade i Catalogue of Life.